# 小野ヶ滝定右エ門
小野ヶ滝 定右エ門（おのがたき さだえもん）は、下野国都賀郡（現在の栃木県日光市）出身で錣山部屋に所属した江戸時代の大相撲の第92代大関。
1812年(文化9年)冬場所(11月)、西看板大関としてデビュー。その場所は2勝1敗7休で、次場所から平幕に下がり、1815年（文化12年）冬場所(11月)後に番付から消滅。看板大関としてデビューした小野ヶ滝についての確実な記録はこれが最後である。
1822年（文政5年）冬場所(10月)に砥並山 岩之助(となみやま いわのすけ)に改名して再度西前頭2枚目で復帰したという説もあるが、不確実であり、小野ヶ滝と砥並山は別人である可能性もあり、別人であれば小野ヶ滝は1815年（文化12年）冬場所(11月)後に引退したことになる。「相撲」編集部編 編『大相撲人物大事典』はその両者が同一人物、すなわち小野ヶ滝が砥並山に改名した可能性が高いとしている。
通算7場所、小野ヶ滝が砥並山に改名したとすれば9場所現役だったが、成績は振るわなかった。

## 主な成績
- 小野ヶ滝としての確実な記録
  - 現役在位：7場所
  - 通算成績：5勝10敗54休1無

| 1812年 | x                     | 西大関 2–1–7            |
| 1813年 | 西前頭3枚目 2–5–2 1無 | 西前頭8枚目 1–4–5       |
| 1814年 | 東前頭9枚目 0–0–10    | 東前頭9枚目 0–0–10      |
| 1815年 | 東前頭6枚目 0–0–10    | 東前頭6枚目 引退 0–0–10 |
| 各欄の数字は、「勝ち-負け-休場」を示す。 優勝 引退 休場 十両 幕下 三賞：敢=敢闘賞、殊=殊勲賞、技=技能賞 その他：★=金星 番付階級：幕内 - 十両 - 幕下 - 三段目 - 序二段 - 序ノ口 幕内序列：横綱 - 大関 - 関脇 - 小結 - 前頭（「#数字」は各位内の序列） |                       |                         |

- 以下は砥並山の記録。小野ヶ滝から改名した可能性もあるが、別人の可能性もあり。
  - 現役在位：2場所
  - 通算成績：2勝4敗11休

| 1822年 | x                      | 西前頭2枚目 2–4–4 |
| 1823年 | 西前頭6枚目 引退 0–0–7 | x                 |
| 各欄の数字は、「勝ち-負け-休場」を示す。 優勝 引退 休場 十両 幕下 三賞：敢=敢闘賞、殊=殊勲賞、技=技能賞 その他：★=金星 番付階級：幕内 - 十両 - 幕下 - 三段目 - 序二段 - 序ノ口 幕内序列：横綱 - 大関 - 関脇 - 小結 - 前頭（「#数字」は各位内の序列） |                        |                   |